# Medalla de Defensor de la Rusia Libre
La Medalla de Defensor de la Rusia Libre (en ruso: Медаль «Защитнику свободной России») es una condecoración estatal de la Federación de Rusia, creada el 2 de julio de 1992 por la Ley de la Federación de Rusia N.º 3183-I a raíz del intento de golpe de Estado en la Unión Soviética de 1991 en Moscú para reconocer el valor de los miembros de la resistencia civil.

## Estatuto de concesión
El reglamento de concesión de la medalla establecíaː
- La autoridad competente para otorgar la medalla es el Presidente de la Federación de Rusia.
- La medalla se otorga a ciudadanos de la Federación de Rusia, ciudadanos extranjeros y apátridas por el valor demostrado en la defensa del orden constitucional durante el intento de golpe de Estado del 19 al 21 de agosto de 1991, por méritos en llevar a cabo a cabo reformas democráticas, reformas económicas y políticas, el fortalecimiento de la estatalidad rusa, por su contribución a la solución de los problemas nacionales.
- La presentación para otorgar la medalla y su entrega se llevan a cabo de la manera establecida por la legislación vigente sobre premios estatales de la Federación de Rusia.

La Medalla de Defensor de la Rusia Libre se lleva en el lado izquierdo del pecho y, en presencia de otras órdenes y medallas de la Federación de Rusia, se ubica después de la Medalla de Pushkin.
Cada medalla se entrega con un pequeño certificado de premio, este certificado se presentaba en forma de un pequeño libreto de 8 cm por 11 cm con el nombre del premio, los datos del destinatario y un sello oficial y una firma en el interior.

## Descripción

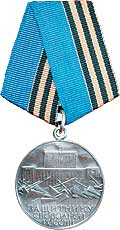
Reverso de la medalla

Es una medalla de latón rojo plateada con forma circular de 34 mm de diámetro con un borde elevado por ambos lados.
En el anverso de la medalla, en el centro de una cruz equilátera, en el centro de la cruz en relieve, se representa a San Jorge matando al dragón y una inscripción en relieve con la fecha «21 de agosto de 1991» (en ruso: "21 августа 1991 г."). Entre los brazos de la cruz, múltiples ramas de roble y laurel que sobresalen hacia la circunferencia exterior.
En el reverso de la medalla sobre un fondo ondulado se representa la Casa de los Soviets de Rusia y una imagen simbólica de las barricadas. En la parte inferior hay una inscripción en relieve de tres líneas «Al Defensor de la Rusia Libre» (en ruso: "Защитнику свободной России"). El número de serie del premio está grabado entre la imagen de las barricadas y la inscripción justo a la derecha del centro que revela el núcleo de latón rojo de la medalla.
La medalla está conectada con un ojal y un anillo a un bloque pentagonal cubierto con una cinta de muaré de seda de 24 mm de ancho con el lado izquierdo azul y el derecho con los colores de la Cinta de San Jorge.

## Personas condecoradas
Las primeras Medallas de Defensor de la Rusia libre, se otorgaron póstumamente a Dmitri Komar, Ilya Krichevsky y Vladímir Usov, quienes murieron durante los eventos del 19 al 21 de agosto de 1991. Los músicos Konstantín Kinchev y Andréi Makarevich también la recibieron por su participación. en el concierto «Rock en las barricadas». Los reporteros estadounidenses de la CNN Steven Hurst y Claire Shipman también recibieron la medalla por su cobertura de los hechos.
Hasta 2006, momento en que dejó de otorgarse, se habían concedido las siguientes medallas:
| 1992 | 1993 | 1994 | 1995 | 1996 | 1997 | 1998 | 1999 | 2000 | 2001 | 2002 | 2003 | 2004 | 2005 | 2006 | Total |
| ---- | ---- | ---- | ---- | ---- | ---- | ---- | ---- | ---- | ---- | ---- | ---- | ---- | ---- | ---- | ----- |
| 3    | 1402 | 268  | 42   | 97   | 68   | 1    | 11   | 0    | 101  | 0    | 0    | 0    | 0    | 1    | 1994  |